# Eupithecia granadensis
Eupithecia granadensis là một loài bướm đêm trong họ Geometridae.